# Hermachola
Hermachola is een spinnengeslacht uit de familie Entypesidae. De wetenschappelijke naam van dit geslacht werd voor het eerst geldig gepubliceerd in 1915 door Hewitt.

## Soorten
Het geslacht omvat de volgende soort:
- Hermachola capensis (Ausserer, 1871)
- Hermachola crudeni (Hewitt, 1913)
- Hermachola lyleae Ríos-Tamayo, Engelbrecht & Goloboff, 2021